# Ла-Іньєста
Ла-Іньєста (ісп. La Hiniesta) — муніципалітет в Іспанії, у складі автономної спільноти Кастилія-і-Леон, у провінції Самора. Населення — 348 осіб (2010).
Муніципалітет розташований на відстані близько 220 км на північний захід від Мадрида, 7 км на північний захід від Самори.

## Демографія
Динаміка населення (INE ):